# Lincoln (Michigan)
Lincoln is een plaats (village) in de Amerikaanse staat Michigan, en valt bestuurlijk gezien onder Alcona County.

## Demografie
Bij de volkstelling in 2000 werd het aantal inwoners vastgesteld op 364.
In 2006 is het aantal inwoners door het United States Census Bureau geschat op 354, een daling van 10 (-2.7%).

## Geografie
Volgens het United States Census Bureau beslaat de plaats een oppervlakte van
2,6 km², waarvan 2,0 km² land en 0,6 km² water. Lincoln ligt op ongeveer 210 m boven zeeniveau.

## Plaatsen in de nabije omgeving
De onderstaande figuur toont nabijgelegen plaatsen in een straal van 32 km rond Lincoln.